# Comedians
Comedians és una pel·lícula de comèdia italiana del 2021 dirigida per Gabriele Salvatores, adaptada lliurement del drama homònim de Trevor Griffiths, ja posada en escena pel mateix Salvatores al Teatro dell'Elfo el 1985 i posteriorment a la base de l'argument d'un dels seus primers llargmetratges, Kamikazen - Ultima notte a Milano del 1987. Fou rodada a Trieste.

## Argument
Els sis aspirants a humoristes que assisteixen al curs de monòleg còmic de l'excomediant Eddie Barni es troben en la fase final de la preparació d'un espectacle en un famós club: hi serà present el gran humorista televisiu Bernardo Celli, que contractarà el més reeixit d'ells per a la seva agència d'entreteniment. Cadascun dels sis està profundament insatisfet amb la seva vida i la seva feina, i voldria guanyar aquesta cursa per tenir l'oportunitat de rellançar-se.
Els preparatius es desenvolupen en un ambient tens, sobretot pel caràcter dels sis humoristes: els germans Filippo i Leo Marri no se suporten, però no poden evitar actuar junts; Samuele Verona és presumptuós i molest; Gio Di Meo aparentment és simpàtic i atractiu, però en realitat és hipòcrita i egoista; la meridional Michele Cacace és molt tímida i submisa; el jove Giulio Zappa, finalment, és arrogant i intolerant amb les obsessions dels seus col·legues més grans. L'Eddie els va ensenyar a actuar sense estereotips i, en comptes d'intentar fer riure el públic a qualsevol preu, a centrar-se en ells mateixos per treure el seu costat malenconiós, transformant-lo en comèdia. Cadascun dels sis accepta o rebutja aquests ensenyaments, i aquest és el principal motiu de la discordia entre ells.
La preparació de l'espectacle s'interromp diverses vegades per la tensió del grup, els consells d'Eddie i l'arribada sobtada de Patel, un indi que accidentalment acaba a la classe. Uns minuts abans de l'espectacle, el mateix Celli ve de visita: la rivalitat entre ell i l'Eddie, que havia estat el seu company, es fa evident de seguida. Aprofitant l'absència d'aquest últim, Celli fa una xerrada animada en la qual, però, capgira completament la visió d'Eddie: de fet, busca una comèdia més vulgar que apunti directament a les rialles del públic. Això desespera els sis còmics, que de sobte han de decidir si continuen amb l'acte que havien construït juntament amb l'Eddie o el canvien per agradar a Celli.
Comença l'espectacle, i els sis actuen un darrere l'altre. Michele decideix mantenir-se fidel als ensenyaments d'Eddie i explica la seva experiència com a meridional trasplantada al nord, però cedint a la seva pròpia inseguretat; Samuele i Gio decideixen canviar completament i llançar-se a monòlegs plens de sexisme, racisme i altres estereotips. A la meitat del seu acte, Filippo Marri intenta convèncer en Leo perquè reciti una broma per complaure a Celli, però ell es nega i l'actuació acaba en un desastre. Finalment, Giulio fa una actuació surrealista poc divertida, de vegades fins i tot sàdica.
En acabar l'espectacle, els sis humoristes tornen a classe i cadascun d'ells, decebut per la seva pròpia actuació, culpa als altres dels seus errors; La seva discussió es veu interrompuda pel retorn d'Eddie i Celli. Aquest últim comenta amb judicis lapidaris cada actuació, destacant-ne els aspectes negatius: critica Michele i els germans Marri i descarta completament l'actuació de Giulio, mentre decideix agafar a Gio i Samuele sota la seva ala, tot i que amb nombroses reserves.
Els dos guanyadors surten de la classe contents i satisfets; els germans Marri se separen, probablement definitivament. Michele, visiblement trista, declara que en el futur encara seguirà els nous cursos d'Eddie, essent-li fidel. En quedar-se sol amb Giulio, l'Eddie li pregunta per què volia posar en escena un número tan trist i agressiu: el noi respon que simplement va seguir els seus ensenyaments, intentant treure el seu costat negatiu. Llavors Eddie li explica que, durant la Segona Guerra Mundial, als camps de concentració hi havia un racó dedicat al càstig dels presos, destacant com la cruel ironia d'aquesta circumstància respon realment a la seva idea de comèdia. Els dos se saluden amb respecte mutu. Quan se'n va, l'Eddie torna a trobar-se amb Patel, que li explica una broma autocrítica sobre el seu caràcter hindú: trobant-la divertida, l'humorista li suggereix que segueixi el seu curs en el futur.

## Repartiment
- Natalino Balasso: Eddie Barni
- Giulio Pranno: Giulio Zappa
- Marco Bonadei: Samuel Verona
- Walter Leonardi: Gio Di Meo
- Alessandro Besentini: Filippo Marri
- Francesco Villa: Leo Marri
- Vincenzo Zampa: Michele Cacace
- Christian De Sica: Bernardo Celli
- Elena Callegari: conserge
- Aram Kiam: Patel
- Demetra Bellina: noia de la classe de costura

## Distribució
La pel·lícula es va estrenar als cinemes italians a partir del 10 de juny de 2021. Es va emetre per primera vegada a Rai 3 el 31 de març de 2023.